# Michaela Polleres
Michaela Polleres (15 luglio 1997) è una judoka austriaca, vincitrice di un argento ed un bronzo olimpico nei -70 kg.

## Palmarès
- Giochi olimpici

Tokyo 2020: argento nei -70 kg
Parigi 2024: bronzo nei -70 kg
- Mondiali

Budapest 2021: bronzo nei -70 kg;